# Zandlopermot
De zandlopermot (Hypatima rhomboidella) is een vlinder uit de familie van de tastermotten (Gelechiidae). De wetenschappelijke naam is gepubliceerd in 1758 door Linnaeus  in de tiende editie van Systema naturae.
De soort komt voor in Europa.